# Anniversary
Anniversary är en amerikansk thrillerfilm som har en planerad premiär i USA  den 29 oktober 2025. Filmen är regisserad av Jan Komasa som även skrivit manus tillsammans med Lori Rosene-Gambino.

## Handling
En mycket sammansvetsad familj slits isär när en ny rörelse, The Change, sveper över landet.

## Rollista (i urval)
- Diane Lane - Ellen
- Kyle Chandler - Paul
- Zoey Deutch - Cynthia
- Mckenna Grace - Birdie
- Dylan O'Brien - Josh
- Daryl McCormack - Rob
- Madeline Brewer - Anna
- Phoebe Dynevor - Liz
- Rebecca O'Mara